# فارنسول
فارنسول (به انگلیسی: Farnesol) یک ترکیب شیمیایی با شناسه پاب‌کم ۳۳۲۷ است. که جرم مولی آن ۲۲۲٫۳۷ g/mol می‌باشد. 